# Kalksandstein
Kalksandstein (auch Kalksandziegel oder Sandsteinziegel genannt) ist ein künstlich hergestellter Mauerstein aus Sand sowie Kalksilikathydraten als Bindemittel. Zu den ältesten Produktionsstandorten von Kalksandstein in Deutschland zählt Niederlehme in Brandenburg. In Deutschland werden Kalksandsteine häufig unter der Verbundmarke KS* vertrieben.

## Herstellung
Als Erfinder des Herstellungsverfahrens künstlichen Kalksandsteins gilt der Arzt und Naturwissenschaftler Anton Bernhardi.
Dieser war auf der Suche nach einem preiswerten Baumaterial für den Sozialen Wohnungsbau und die Landwirtschaft. 1856 verfasste er eine konkrete Anleitung dazu. Ein erstes Patent für die Erzeugung eines Kalksandsteines wurde 1880 in Berlin an „Dr. Michaelis“ erteilt.
Bei der industriellen Fertigung von Kalksandsteinen werden Branntkalk (Calciumoxid) und Sand (überwiegend Quarzsand) im Verhältnis 1:12 unter Zugabe von Wasser gemischt und in Reaktoren geleitet. Wenn der Branntkalk mit Wasser zu Kalkhydrat umgewandelt ist, wird das Gemisch im Nachmischer auf Pressfeuchte gebracht und anschließend mittels hydraulischer Pressen zu Steinrohlingen geformt. Die Rohlinge werden in speziellen Dampfdruckkesseln, den Autoklaven, bei Temperaturen von ca. 200 °C unter Sattdampfdruck, also bei einem Druck von ca. 16 bar, für einen Zeitraum von 4 bis 8 Stunden hydrothermal gehärtet. Dies und die basische Ca(OH)2-Umgebung führen zu einem Ablösen der Kieselsäure von der Oberfläche der Sandkörner, die dann mit dem Kalkhydrat in Reaktion tritt. Je nach Mengenanteil von CaO, SiO2 und H2O bilden sich Tobermorit und/oder andere Kalksilikathydrat-Phasen (abgekürzt CSH-Phasen genannt; x CaO · y SiO2 · z H2O). Es entstehen keine Schadstoffe.
Produziert werden die Kalksandsteine in Dünnformaten (DF) und Normalformaten (NF), wobei eine zusätzliche Unterscheidung in Abhängigkeit ihrer Steinhöhe und ihres Querschnittes vorgenommen wird (z. B. in Voll-, Loch- oder Blocksteine). Großformatige Kalksandsteine werden als Planelemente bezeichnet. Sie werden in Längen von 998 mm und Höhen von bis zu 623 mm hergestellt.
Es werden sowohl Steine für Normalmörtel (Lagerfugendicke 12 mm) als auch Plansteine und -elemente für Dünnbettmörtel (Lagerfugendicke 1 – 3 mm) angeboten.
Die Bezeichnung der Kalksandsteine erfolgt nach DIN 106 in Abhängigkeit von der Steinsorte, der DIN-Hauptnummer, der Steinart, der Druckfestigkeitsklasse, der Rohdichteklasse und dem Format-Kurzzeichen. Zum Beispiel:
Kalksandstein DIN 106 - KS 16 - 1,8 - 2 DF.

## Anwendung

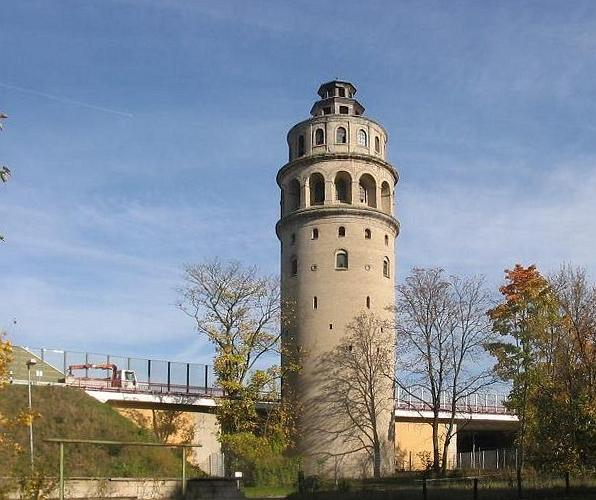
Niederlehmer Wasserturm, 1902 komplett aus Kalksandstein errichtet

Kalksandstein wird im Rohbau für Innen- und Außenwände verwendet. Er ist vergleichsweise schwer (hohe Rohdichteklasse, RDK) und daher gut schalldämmend und wärmespeichernd. Aufgrund seiner hohen Wärmeleitfähigkeit weisen einschalige (monolithische) Wände einen hohen Wärmedurchgang und Wärmedurchgangskoeffizient auf – üblich ist daher die Kombination mit Dämmstoffen. Der nicht brennbare Baustoff (Baustoffklasse A1 nach Brandschutznorm DIN 4102-4) ist als Brandwand bereits ab 17,5 cm Dicke bei einer Rohdichteklasse ≥ 1,8 in der DIN 1996-1-2/NA klassifiziert. Durch die hohen Steindruckfestigkeitsklassen (SFK) ist das KS-Mauerwerk hochbelastbar und kann bereits in 11,5 cm Dicke tragend ausgeführt werden. Kalksandsteine nach DIN 106 weisen herstellbedingt eine geringe Maßtoleranz auf. Für Steinformate ≥ 2DF dürfen Abweichungen von Einzelwerten höchstens ± 4 mm betragen.
Als frostwiderstandsfähige Kalksandsteine werden KS-Verblender, KS-Vormauersteine und Riemchen eingestuft. Sie werden vor allem für Sichtmauerwerk bei Außen- und Innenwänden eingesetzt. Sämtliche Steineigenschaften (Steinarten, Formate, Abmessungen, Steinfestigkeitsklassen, Rohdichteklassen) werden in der DIN 106 geregelt.
Kalksandsteinaußenwände werden in der Regel als mehrschichtige Außenwandkonstruktionen (Funktionswand) ausgeführt. Jede Schicht erfüllt dabei gezielt die an die Wandkonstruktion gestellten Anforderungen. Die Funktionen Tragfähigkeit (Statik), Schallschutz, Brandschutz sowie sommerlichen Hitzeschutz werden durch das schwere KS-Mauerwerk erfüllt, Anforderungen an den winterlichen Wärmeschutz werden durch die leichten Wärmedämmstoffe erfüllt. Damit entstehen Funktionswände, die auf das gewünschte Anforderungsniveau eingestellt werden können, ohne durch einseitige Optimierung (z. B. Wärmeschutz) Einbußen in anderen Bereichen (Schallschutz) hinnehmen zu müssen.
Kalksandstein-Mauerwerk kann Wärme und Feuchtigkeit vorübergehend puffern und zeitverzögert wieder abgeben.
Als Verblender gibt es den Kalksandstein in den Oberflächenstrukturen:
- glatt
- bossiert
- bruchrau

## Verarbeitung
Bei starker Hitze sind sehr trockene Steine vorzunässen, damit der Mörtel beim Auftragen nicht „verbrennt“ (d. h. die Feuchtigkeit des Mörtels zu schnell in den sehr saugfähigen Stein wegzieht). Und umgekehrt ist, wie bei allen Mauersteinen, das frische Mauerwerk vor zu starker Durchfeuchtung und Frost zu schützen, z. B. durch Abdecken mit Planen. Durch Frost geschädigtes Mauerwerk ist vor dem Weitermauern abzutragen.
Verblender werden teilweise mit werkseitiger Vorimprägnierung geliefert. Damit wird Verschmutzungen während des Transportes, der Lagerung bis zur Verarbeitung weitgehend entgegengewirkt. Die Imprägnierung des Mörtels kann erst im fertigen Mauerwerk erfolgen. Bei nachträglicher Imprägnierung der KS-Verblendschale sind die Empfehlungen des Lieferwerkes zu beachten, um die Verträglichkeit mit einer evtl. vorhandenen Vorimprägnierung sicherzustellen.
Nach VOB/C ATV DIN 18330 ist der Einsatz von säurehaltigen Reinigungswässern nicht zulässig, da dies die Struktur des Kalksandsteins schädigt.

## Vor- und Nachteile
Vorteile:
- hohe Drucktragfähigkeit für problemloses Verankern schwerer Lasten
- gute Ökobilanz (geringer Energieeinsatz, geringer Ressourcenverbrauch)
- gute baubiologische Eigenschaften, weil feuchteregulierend und wärmespeichernd
- hoher Schallschutz
- hohe Wasserdampfspeicherfähigkeit
- nichtbrennbarer Baustoff (Baustoffklasse A1)
- hohe Wärmespeicherung[4]

Nachteile:
- hoher Wärmedurchgang (Einsatz von Wärmedämmstoffen notwendig)
- hoher Reinigungsaufwand (Verwendung von üblichen Mitteln für keramische Baustoffe nicht möglich)
- ungleiches Farbbild bei verschiedenen Produktionschargen

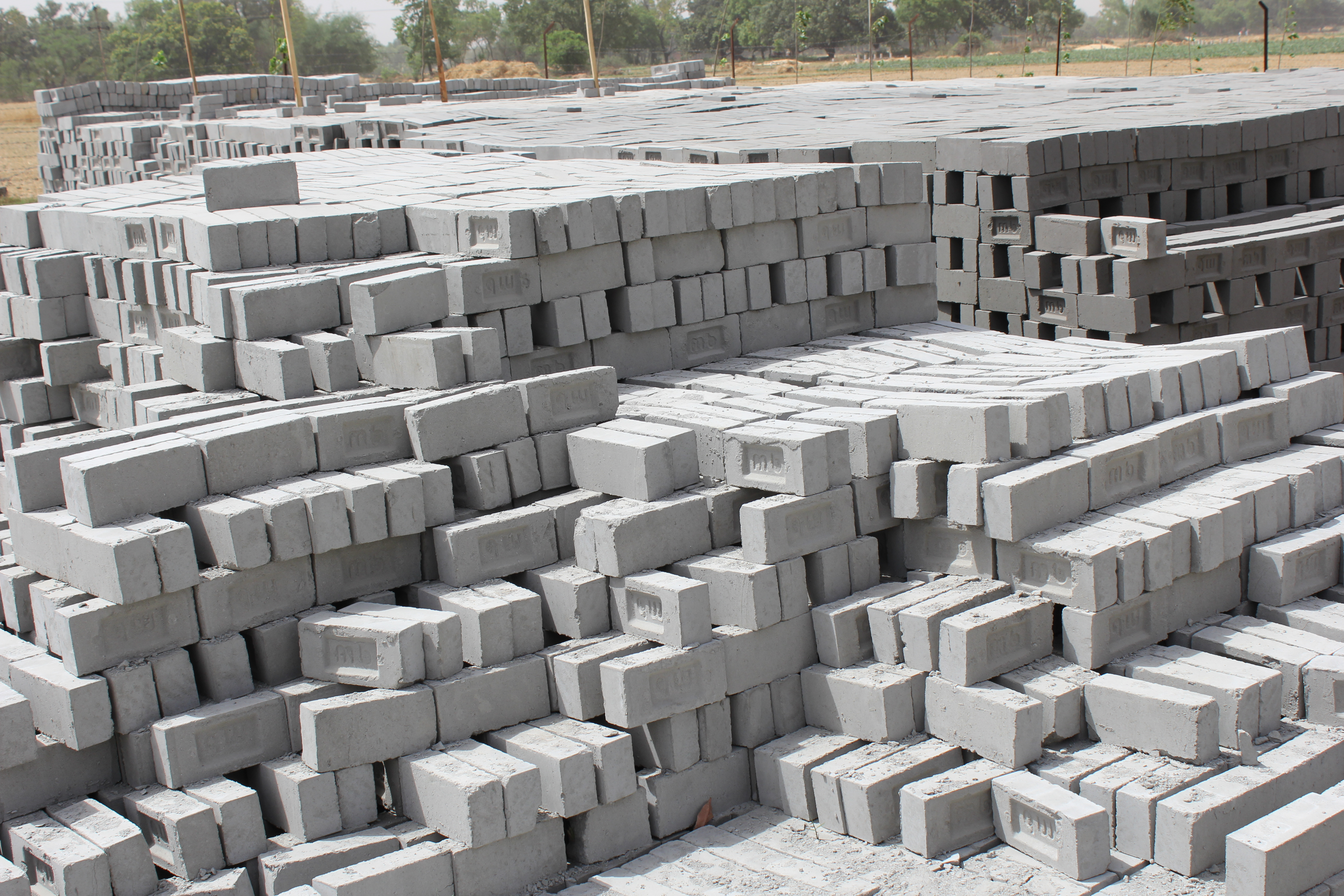
Flugaschesteine

## Flugaschesteine
Ebenso wie Porenbeton und Zement werden Kalksandsteinen variierende Mengen an Flugasche hinzugefügt.
In einigen Ländern ist es üblich, Mauersteine herzustellen, die überwiegend aus Flugasche bestehen und zusätzlich Beimengungen von Sand, Gesteinsmehl sowie Zement oder Kalk enthalten.

## Der Fall „Xella“
Laut Ausgabe Nr. 29 vom 10. Juli 2008 der Zeitschrift Stern hat Haniel Bau-Industrie (seit 2002 Xella) in drei Werken rund acht Jahre lang minderwertige Kalksandsteine produziert und laut Handelsblatt bis 2006 unter der Marke „KS“ vertrieben; diese seien später in etwa 45.000 Häuser verbaut worden. Der beim Produktionsprozess notwendige Branntkalk sei zumindest teilweise durch ein Bindemittel ersetzt worden, das bei der Rauchgas-Entschwefelung von Kraftwerken entsteht – dies, obwohl der Bundesverband Kalksandstein davor gewarnt hätte.
Ein Gutachten eines Sachverständigen im Auftrag von Haniel/Xella aus dem Jahr 2008 kommt, wie die Stellungnahme des Bundesverbandes Kalksandsteinindustrie e. V. aus dem Jahre 1987, zu dem Ergebnis, dass Wände, die mit diesen Kalksandsteinen hergestellt wurden, als Folge einer starken Feuchtigkeitseinwirkung ihre Tragfähigkeit soweit einbüßen könnten, dass sie die auf sie als Teil des Gesamttragwerks entfallenden Lasten nicht mehr sicher ableiten können und schließlich auch das Gesamttragwerk des Gebäudes nicht mehr in der Lage sein kann, durch Lastenumlagerung dauerhaft eine hinreichend große Gesamtstabilität zu gewährleisten. Nach diesem Gutachten kann es also bei ausreichendem Feuchtigkeitseintrag in das Mauerwerk zur völligen Zerrüttung der betroffenen Wände kommen mit der Folge, dass die Standsicherheit des gesamten Gebäudes gefährdet sein kann.
Wenn auf eine Abdichtung des Kellers gegen Feuchtigkeit oder Horizontalsperren verzichtet wurde, kann es zu gefährlichen Rissen im Mauerwerk kommen, räumte Xella ein. Die vom Stern genannte Zahl von 45.000 Häusern will Xella bislang nicht bestätigen. Im Winter 2011 gab Xella eine Zahl von 382 bisher geschädigten Häusern an. 2013 sprach der Gutachter Dekra von insgesamt 430 Fällen. Da die schadhaften Kalksandsteine ausschließlich in drei Werken am Niederrhein produziert worden sind und üblicherweise nur auf kurzen Strecken transportiert werden, sind Schäden am Niederrhein, dem westlichen Ruhrgebiet und dem angrenzenden Münsterland zu erwarten.
Vereinzelt wurden Schäden auch in Frankfurt a. M. entdeckt.

## Ähnliche Werkstoffe
- Gipswandbauplatte
- Porenbeton